# Hans Björkegren
Hans Rudolf Björkegren (ur. 26 stycznia 1933 w Visby, zm. 22 lipca 2017 w Sztokholmie) – szwedzki poeta, pisarz, historyk i tłumacz. W Szwecji uważany jest za jednego z głównych tłumaczy literatury rosyjskiej na język szwedzki.

## Biografia
Hans urodził się 26 stycznia 1933 roku w szwedzkiej miejscowości Visby. Po studiach slawistycznych wieśzkość życia mieszkał w Sztokholmie. Hans Björkegren zadebiutował jako pisarz w 1950 roku, pisał opowiadania, powieści historyczne, poezję i eseje. Na początku lat 60. był korespondentem szwedzkim w Moskwie. Tłumaczył między innymi Fiodora Dostojewskiego, Borisa Pasternaka, Iwana Bunina, Aleksandra Sołżenicyna, Iosifa Brodskiego, Annę Achmatowę i Osipa Mandelstama.
W 1970 roku otrzymał nagrodę De Nios översättarpris, a w 1975 nagrodę Akademii Szwedzkiej za Przekład.
Hans Björkegren zmarł 22 lipca 2017 w Sztokholmie.

## Oznaczenia
- Medal Puszkina (11 marca 2008, Rosja) – za wielki wkład w upowszechnianie i popularyzację języka rosyjskiego i kultury rosyjskiej[3]